# Anché (Indre-et-Loire)
Anché ist eine französische Gemeinde mit 429 Einwohnern (Stand: 1. Januar 2022) im Département Indre-et-Loire in der Region Centre-Val de Loire; sie gehört zum Arrondissement Chinon und zum Kanton Sainte-Maure-de-Touraine. Die Einwohner werden Anchéens genannt.

## Geographie
Anché liegt etwa 37 Kilometer südwestlich von Tours an der Vienne. Umgeben wird Anché von den Nachbargemeinden Cravant-les-Côteaux im Norden, Sazilly im Osten, Lémeré im Süden und Südosten, Ligré im Süden und Westen sowie Rivière im Westen und Nordwesten.

## Bevölkerungsentwicklung
| Jahr                       | 1962 | 1968 | 1975 | 1982 | 1990 | 1999 | 2006 | 2018 |
| Einwohner                  | 475  | 429  | 363  | 367  | 347  | 364  | 406  | 418  |
| Quellen: Cassini und INSEE |      |      |      |      |      |      |      |      |

## Sehenswürdigkeiten
- Kirche Saint-Symphorien, seit 1926 Monument historique
- Schloss Brétignolles, seit 1949 Monument historique
- Herrenhaus Le Bois de Veude, seit 1964 Monument historique

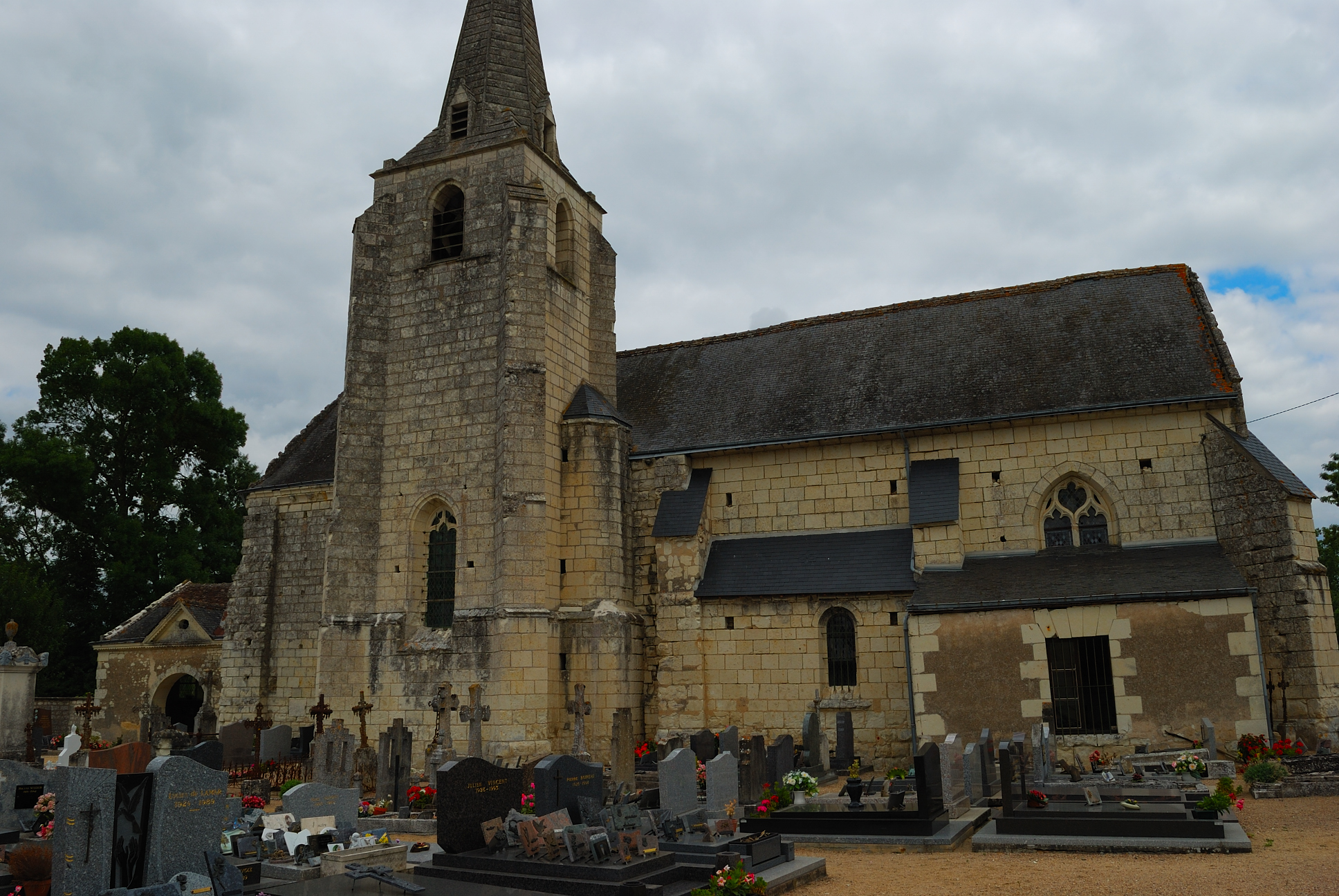
Kirche Saint-Symphorien